# 弗拉基米尔·科马罗夫

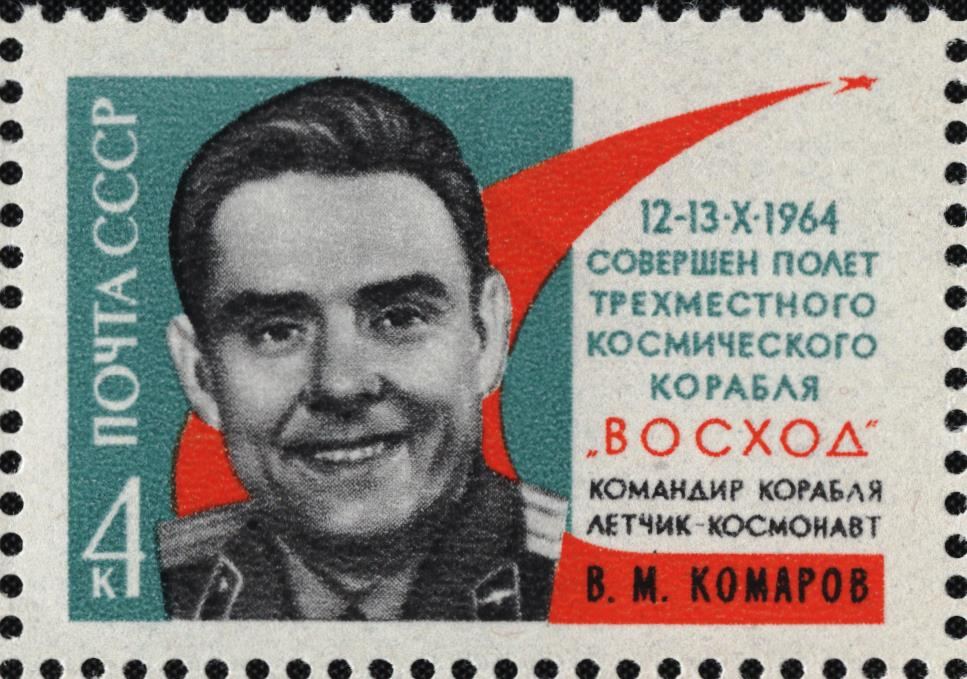
苏联在1964年发行的弗拉基米尔·科马罗夫纪念邮票

弗拉基米尔·米哈伊洛维奇·科马罗夫（1927年3月16日—1967年4月24日）是一名苏联太空人。他是史上第一位因载人太空船罹难的太空人，也是第一个多次进入太空的苏联太空人。

## 生平
科马罗夫生于苏联（现俄罗斯）莫斯科市。
科马罗夫于1960年入选苏联第一组宇航员，并曾作为波波维奇的替补队员参与了东方4号任务。他本人第一次进入太空是在上升1号任务，而在他的第二次飞行任务联盟1号中，他因飞船降落伞故障而死于飞船坠毁。
科马罗夫的妻子是瓦莲京娜·雅科夫列夫娜·基谢廖娃，并有两个孩子：叶夫根尼和伊琳娜。

## 荣誉
1971年发现的小行星1836以科马罗夫命名，同样以他名字命名的还有一个月球上的环形山。受宇航员和小行星的启发，作曲家贝雷特·迪恩创作了一支名为'科马罗夫的陨落'的交响乐，这支曲子于2006年由西蒙·拉特尔指挥演出，收录EMI古典音乐专辑系列古斯塔夫·霍尔斯特的行星组曲。
在众多荣誉中还包含一个于1969年建立在卢布尔雅那的弗拉基米尔·米哈伊洛维奇·科马罗夫宇航火箭技术俱乐部 （ARK）。
国际宇航联合会颁发的“科马罗夫奖”是以他的名字命名的。

## 相关传言
坠毁前，苏联总理柯西金曾告诉科马罗夫“祖国将以他为骄傲”。尽管有许多流言称科马罗夫死前一直在诅咒飞船设计者和飞行控制员，這是由於蘇聯領導人在技術有疑慮時因為政治面子刻意送人上太空所致（此前已有多次發射失敗），但据美国国家安全局在伊斯坦布尔的监听站报告称：科马罗夫的回复无法听清。
在中國大陸，科马罗夫曾被選入學校课文。2001年人教版初中语文第五册课文《悲壮的两小时》是摘自《读者》雜誌投稿，讲述科马洛夫在聯盟1號無法打開降落傘減速而知道即將身亡，当着全国观众的面向國家领导人汇报70分鐘，並接受苏联英雄称号。此范文後來被被科協主管報章指出違反物理常識（太空船返回地球一般只有十幾分鐘，而且由於黑障效應不能發出電磁波），人民網選之為「2004十大科技骗局」。新京報指出范文弄巧反黜，「当孩子们发现这部圣经中的一章曾堂而皇之地打着英雄主义的旗号欺世盗名，他们将如何看待自己接受的教育和提供给他们教育的国家？」